# 黄花黄耆
黄花黄耆（学名：Astragalus luteolus）是豆科黄芪属的植物，为中国的特有植物。分布于中国大陆的四川、青海等地，生长于海拔3,000米的地区，多生长在山坡和路旁，目前尚未由人工引种栽培。